# Sibylla Elisabeth von Braunschweig-Dannenberg
Sibylla Elisabeth von Braunschweig-Dannenberg, auch Sibylle, (geboren 4. Juni 1576 in Schloss Dannenberg; gestorben 9. Juli 1630 in Delmenhorst) war durch Heirat Gräfin von Delmenhorst und von 1619 bis 1630 Regentin der Grafschaft zu Beginn der Zeit des Dreißigjährigen Krieges.

## Leben
Sibylla Elisabeth von Braunschweig-Dannenberg war eine Tochter des Herzogs Heinrich von Lüneburg (1533–1598) aus dem Geschlecht der Welfen und der Ursula von Sachsen-Lauenburg (1552–1620); sie hatte sechs Geschwister, von denen zwei früh starben. Ihr Vater hatte bei seiner Heirat auf die Regierungsbeteiligung verzichten müssen und dafür die Herrschaft in Dannenberg erhalten. Ihr jüngerer Bruder August der Jüngere (1579–1666) erbte 1635 von seinem Onkel das Fürstentum Braunschweig-Wolfenbüttel und schuf die Herzog August Bibliothek.
Sibylla Elisabeth lernte Latein und Französisch und war später auch eine „lesende Fürstin“. Ihre Bibliothek im Delmenhorster Schloss hatte über 400 Titel, von der allerdings nichts erhalten blieb. Daneben pflegte Sibylla eine eifrige Korrespondenz. 
Sie heiratete 1600 24-jährig ihren 50 Jahre alten Onkel zweiten Grades Graf Anton II. von Oldenburg-Delmenhorst (1550–1619), mit dem sie neun Töchter und zwei Söhne hatte. Ihre Töchter wurden standesgemäß verheiratet oder gingen als Kanonissen an die namhaften Domstifte Quedlinburg, Gandersheim und Herford.
Nachdem ihr Mann 1619 gestorben war, übernahm sie die Vormundschaft für ihren 14 Jahre alten Sohn Anton Heinrich (1605–1622). Dieser starb allerdings 1622 auf einer Bildungsreise in Tübingen an Kinderpocken. Anschließend regierte sie für ihren zweiten Sohn, Christian IX. (1612–1647), bis zu ihrem Tod 1630. Dabei wurde sie von ihrem Bruder August von Braunschweig-Wolfenbüttel und Anton Günther von Oldenburg, dem Neffen ihres Mannes, unterstützt. Christian IX. konnte seine Herrschaft in Delmenhorst erst nach Klärung der oldenburgischen Erbstreitigkeiten im Jahr 1633 antreten. Er starb ohne Erben, so dass die Grafschaft Delmenhorst 1647 wieder mit Oldenburg vereinigt wurde.
Sibylla Elisabeth wurde in der Grafengruft der von ihrem Mann erbauten Delmenhorster Stadtkirche neben ihrem Mann bestattet. Auf ihrem Sarg steht der Bibelspruch Ps 73,25–26 : Wenn ich nur dich habe, so frage ich nichts nach Himmel und Erde. Wenn mir gleich Leib und Seele verschmachtet, so bist du doch, Gott, allezeit meines Herzens Trost und mein Teil.

## Familie und Nachkommen
Aus der Ehe mit Anton II. hatte Sibylla Elisabeth von Braunschweig-Dannenberg elf Kinder:
- Sophie Ursula (* 10. Dezember 1601; † 5. Mai 1642)

⚭ Albrecht Friedrich, Graf von Barby (1597–1641)
- Katharina Elisabeth (* 22. Januar 1603; † 11. September 1649)
- Anton Heinrich (* 8. Februar 1604; † 1. September 1622)
- Anna (* 28. März 1605; † 12. Dezember 1688)

⚭ Johann Christian, Herzog von Schleswig-Holstein-Sonderburg (1607–1653)
- Clara (* 19. April 1606; † 19. Januar 1647)

⚭ August Philipp, Herzog von Schleswig-Holstein-Sonderburg-Beck (1612–1675)
- Sibila (* 18. Oktober 1608; † 14. September 1640)
- Dorothea (* 13. Dezember 1609; † 5. März 1636)
- Sidonie (* 10. Juni 1611; † 23. April 1650)

⚭ August Philipp, Herzog von Schleswig-Holstein-Sonderburg-Beck (1612–1675)
- Christian IX. (* 26. September 1612; † 23. Mai 1647), Graf von Delmenhorst
- Emilie (* 15. Juni 1614; † 4. Dezember 1670)

⚭ Ludwig Günther I., Graf von Schwarzburg-Rudolstadt (1581–1646)
- Juliana (* 2. Juli 1615; † 16. Mai 1691)

⚭ Manfred, Herzog von Württemberg-Weiltingen (1626–1662)